# Sigfried Held
Sigfried Held (* 7. August 1942 in Freudenthal, Landkreis Freudenthal, Regierungsbezirk Troppau, Reichsgau Sudetenland, Deutsches Reich), auch Sigi oder Siggi Held genannt, ist ein ehemaliger deutscher Fußballspieler und -trainer. Von 1965 bis 1981 hat der Offensivspieler bei den Vereinen Kickers Offenbach, Borussia Dortmund, Preußen Münster und Bayer 05 Uerdingen insgesamt 422 Spiele in der Fußball-Bundesliga absolviert und dabei 72 Treffer erzielt. In diesen 18 Runden Aktivität in der 1. und 2. Liga des deutschen Spitzenfußballs kamen noch 49 Einsätze (4 Tore) in der 2. Bundesliga, 99 Regionalligaspiele (31 Tore), 47 Spiele um den DFB-Pokal (8 Tore) und elf Einsätze im Europapokal der Pokalsieger (4 Tore) hinzu. Im Vereinsdress war der Gewinn des Europapokals 1966 der größte Erfolg des laufstarken Dribblers und Flankengebers am linken Flügel.
Mit der Fußballnationalmannschaft hat Held 1966 und 1970 zwei erfolgreiche Weltmeisterschaftsturniere bestritten und von 1966 bis 1973 im Team von Bundestrainer Helmut Schön 41 Länderspiele mit fünf Toren absolviert. Als Trainer hat er mit dem FC Schalke 04 und Dynamo Dresden in der Bundesliga gearbeitet, mit FC Admira Wacker Mödling in der österreichischen Bundesliga und er war zudem noch Nationaltrainer in Island, Malta und Thailand.

## Leben
Der 1942 im Sudetenland geborene Held kam am Ende des Zweiten Weltkrieges mit seinen Eltern und seinem Bruder in Würzburg an, wo die Familie aber umgehend dem Flüchtlingslager in Marktheidenfeld, der sogenannten „Düsseldorfer Siedlung“, zugewiesen wurde. Sein Vater fand bald eine Beschäftigung im Bahnhof Marktheidenfeld. Der regelmäßige Besuch auf dem örtlichen Sportplatz des Turnvereins, zu dem ihn sein fußballbegeisterter Vater schon im jüngsten Alter mitnahm, prägte seine jungen Jahre. Die Notsituation nach Kriegsende, in den Jahren des Neubeginns ging es um das reine Überleben, in der sich auch die Familie Held befand, verdankte „Siggi“ Held, dass er von klein auf mit dem Fußball beschäftigt und von ihm begeistert war. Schon alleine die beengten räumlichen Wohnverhältnisse verhinderten, dass aus den Kindern dieser Generation Stubenhocker werden konnten. Egal bei welchem Wetter, die Kinder und Jugendlichen mussten raus, und hielten sich meistens außerhalb der Wohnung auf. Sie spielten Fußball. Stundenlang galt ihre Begeisterung nur dem Ball, bis sich irgendwann die Eltern bemerkbar machten, und zum Essen nach Hause gerufen wurde. Diesem täglichen, fast pausenlosen (Spiel)Training, verbunden mit einem entsprechenden Talent, spricht Held als „Schlüssel der späteren Erfolge“ an. Und im Rückblick erkennt er einen weiteren Faktor, der sich in seiner sportlichen Laufbahn maßgeblich auswirken sollte, die Disziplin.
Der TVM wurde die erste sportliche Heimat des Knaben und Jugendlichen „Siggi“ Held. Nach erfolgreichem Schulabschluss absolvierte er eine kaufmännische Lehre bei einem Steuerberater. Sein nächster beruflicher Schritt wäre gewesen, den Beruf eines Steuerberaters zu erlernen, denn er war auserkoren, in der Zukunft die Kanzlei eines Verwandten zu übernehmen. Nach der Ausbildung ging der Spieler der 1. Mannschaft des TV Marktheidenfeld zur Bundeswehr. Seine Entdeckung für den Spitzenfußball ließ auf sich warten; Held vermutet, Kickers Offenbach wurde eher zufällig bei einem Spiel gegen eine Offenbacher Vorstadtmannschaft auf ihn aufmerksam. Seine Zeit beim TV Marktheidenfeld ging 1963 zu Ende, er wechselte nach Kontaktaufnahme aus Offenbach zur Saison 1963/64 in die zweitklassige Regionalliga Süd zu den Kickers vom Stadion am Bieberer Berg.

## Karriere

### Vereinsfußball
Der vormalige Amateur aus Marktheidenfeld debütierte am dritten Rundenspieltag, den 18. August 1963, bei einem 1:0-Auswärtserfolg bei Ulm 1846, in der Regionalliga Süd. Er war in der Mannschaft von Trainer Hans Merkle neben Spielern wie Gerhard Kaufhold, Oskar Lotz, Hermann Nuber und Siegfried Gast im Angriff auf Halblinks aufgelaufen und lernte im Spiel gegen Ulm die herausragende Klasse des WM-Torhüters von 1962 in Chile, Wolfgang Fahrian, auf Seiten des Gastgebers kennen. Der Beginn als Vertragsfußballer wurde durch seine Bundeswehrzugehörigkeit erschwert. In der Garnison Hammelburg brachte man für seine sportliche Laufbahn kein besonderes Interesse auf, im Gegenteil. Die Teilnahme am regelmäßigen Training in Offenbach war ausgeschlossen, so dass er notdürftig von Trainer Merkle zweimal die Woche in Hammelburg trainiert werden musste. Es ergab sich aber die Situation, dass ein Lehrgang für talentierte Bundeswehrsoldaten mit dem Ziel, sich an der bevorstehenden Fußball-Militärweltmeisterschaft zu beteiligen, durchgeführt wurde. Trainiert wurde die Auswahl von DFB-Trainer Dettmar Cramer, der als Assistent von Sepp Herberger im Einsatz war. Der scheidende Bundestrainer vertrat die Ansicht, „diesem jungen Mann gebührt eine Chance“, als er Held zum ersten Mal bei einem Probespiel im Frankfurter Waldstadion beobachten konnte. „Ausgezeichnet hat er mir gefallen, der richtige Sturmführer, der die bevorstehenden Aufgaben lösen wird.“ Held war mithin zweifach im Einsatz: Als Regionalligaspieler von Kickers Offenbach und in der Militärauswahl. Im Oktober 1963 wurde der Offenbacher Spieler dann nach Darmstadt versetzt und die Möglichkeit der Trainingsteilnahme in Offenbach war dadurch deutlich verbessert. In seinem ersten Regionalligajahr, 1963/64, erzielte Held für Offenbach in 33 Ligaeinsätzen neun Tore und die Kickers rangierten auf dem 3. Rang.
In seiner zweiten Saison, 1964/65, verbesserte er seine Trefferquote auf 15 Tore. Aber wiederum kam nur der dritte Rang dabei heraus und damit wurde das zweite Mal in Folge die Aufstiegsrunde verpasst. Seine rasanten Sturmläufe, Dribblings, sein Kombinationsvermögen und nie erlahmender Einsatz hatten aber auch schon den DFB auf den Stürmer aus Offenbach aufmerksam gemacht: Der Regionalligaspieler führte am 25. Juni 1965 den Angriff der deutschen Juniorennationalmannschaft U 23 beim Länderspiel gegen England an. Beim 1:0-Erfolg in Freiburg wurde er im damals noch üblichen WM-System auf rechts von Horst Gecks und Hans Schulz, sowie auf dem linken Flügel von Johannes Löhr und Horst Wild unterstützt. Der sportliche Leiter der Militärnationalmannschaft war Major Ottmar Rein, und der verfügte über hervorragende Beziehungen zur Borussia Dortmund und dank seiner Vermittlung wechselte Held nach zwei Jahren Offenbach in die Bierstadt nach Dortmund. Er war der erste Spieler der Borussia, der nicht aus dem Ruhrgebiet oder Westdeutschland kam.
Die erste Saison in Dortmund 1965/66 verlief für den jungen Stürmer Held überaus erfolgreich. Mit Reinhard Libuda und Lothar Emmerich zusammen bildete er einen Angriff, der auch internationalen Ansprüchen gerecht wurde. In der Presse (Kicker) stand nach seinem Debüt beim BVB folgende Beschreibung: „Er raucht nicht, trinkt nicht und spart. Siggi Held lebt spartanisch als möblierter Herr in einem Zimmer in Dortmund. Dieses einfache Leben garantiert das ursprüngliche Spiel Helds, seine Explosivität. Held ist ein wortkarger Mann. Viel lieber als er redet, hört er anderen zu. Den Franken kann und will er nicht verleugnen. Held, der am 7. August 24 Jahre alt wird, wuchs im unterfränkischen Marktheidenfeld auf.“ Held selbst, hält dazu rückblickend in seiner Biografie fest: „Nun ja, so entstehen Legenden.“ In dieser Zeit begründete sich auch seine große Freundschaft mit Lothar Emmerich. Viele gemeinsame, persönliche wie sportliche Erlebnisse verbanden die Zwei über die Jahre. Held war ein laufstarker Dribbler und Vorbereiter, und „Emma“ wurde zum unbarmherzigen Vollstrecker seiner Vorlagen. Von der britischen Presse wurde das Sturmduo Emmerich-Held auch „the terrible twins“ getauft; in der Partnerschaft mit Held wurde Emmerich zum torgefährlichsten Stürmer weit und breit, weshalb die britische Presse „Emma“ auch als das „dritte Bein“ von Held bezeichnete. Im Europacup der Pokalsieger besiegte die Mannschaft mit Trainer Willy Multhaup die Vereine FC Floriana aus Valletta, ZSKA Sofia, Atlético Madrid und im Halbfinale Titelverteidiger West Ham United. Nach dem 3:1-Heimerfolg gegen West Ham ist bei Weinrich notiert: „Überragender Akteur auf Seiten der Gastgeber war wie schon im Hinspiel Siggi Held, derweil es Gerd Cyliax vorbehalten war, den Endstand zu fixieren.“ Am 5. Mai 1966 gewannen sie in Glasgow das Finale gegen den klaren Favoriten FC Liverpool. Held hatte in der 61. Minute den BVB in Führung gebracht. Durch seine Leistungen in dieser Saison in Bundesliga (30 Spiele mit 11 Toren und der Vizemeisterschaft) und Europapokal wurde Held am 23. Februar 1966 im Spiel gegen England in London Nationalspieler und stand mit der Nationalmannschaft am 30. Juli 1966 im WM-Finale gegen England (2:4 n. V.).
Im zweiten Dortmunder Jahr, 1966/67, erreichten Held (29 Spiele – acht Tore) und Kollegen zwar den 3. Rang, schieden aber im Europacup bereits im November/Dezember 1966 in der 2. Runde gegen Glasgow Rangers (1:2, 0:0) aus.
Insbesondere die unglückliche Nachfolgeregelung im Trainerbereich für den zum 1. FC Köln gewanderten Erfolgstrainer Multhaup – als Erben versuchten sich Heinz Murach, Oswald Pfau, Helmut Schneider, Hermann Lindemann und Horst Witzler –, sorgte in den nächsten Jahren für einen deutlichen Rückschritt bei den Schwarz-Gelben, daran konnte auch die konstant gute Leistung von „Siggi“ Held nichts ändern. Im Sommer 1971 kehrte er nach sechs Runden Bundesliga bei Borussia Dortmund mit insgesamt 183 Ligaspielen und 41 Toren deshalb an seine Ausgangsposition zurück, er unterschrieb zum zweiten Mal bei Kickers Offenbach einen Vertrag. Offenbach spielte in der zweitklassigen Regionalliga Süd und strebte mit aller Gewalt die sofortige Bundesligarückkehr an.
Der Nationalstürmer erfüllte auf Anhieb die Erwartungen am Bieberer Berg und war 1971/72 an der Seite von Torjäger Erwin Kostedde (27 Tore wie Wolfgang Breuer von Vizemeister Bayern Hof) maßgeblich am Aufstieg der Kickers in die Bundesliga beteiligt. Mit furiosem Angriffsfußball (99:33 Tore) gewann Offenbach unter Trainer Kuno Klötzer die Meisterschaft und setzte sich auch in der Aufstiegsrunde, wenn auch denkbar knapp, vor dem stärksten Rivalen Rot-Weiss Essen durch. In der Bundesliga setzte der Aufsteiger aber auf Trainer Gyula Lóránt und erreichte 1972/73 den 7. Rang; Held war in allen 34 Rundenspielen aufgelaufen und hatte acht Tore erzielt. Im folgenden Jahr wurde der Ungar ab April 1974 durch seinen vorherigen Assistenten Otto Rehhagel abgelöst.
In die Runde 1974/75 starteten Held und Kollegen furios: Am ersten Spieltag, den 24. August 1974, überrannten sie mit 6:0 den Europacupsieger und mit fünf Weltmeistern angetretenen FC Bayern München. Held traf in der 57. Minute zum 4:0-Zwischenstand. Mit Dieter Schwemmle, Norbert Janzon, Kostedde und Held hatte Trainer Rehhagel voll auf Offensive und Tempo gesetzt, dazu kamen auch noch Offensivaußenverteidiger Manfred Ritschel und das Laufwunder Winfried Schäfer im Mittelfeld. Am neunten Spieltag drehte der OFC einen 0:2-Halbzeitrückstand im Bremer Weserstadion in den zweiten 45 Minuten in einen 6:3-Erfolg; Held erzielte in der 88. Minute den Endstand. Acht Tage später glückte ein 4:3-Heimerfolg gegen den späteren Meister Borussia Mönchengladbach, als auch ein 1:2-Halbzeitrückstand in einen Sieg umgewandelt wurde. Im November führte Offenbach sogar die Tabelle an. In den letzten vier Rundenspielen gab es vier Niederlagen in Serie und die ausgelaugten Kickers fielen mit 38:30 Punkten und 72:62 Toren auf den achten Platz zurück. „Siggi“ Held hatte in 31 Einsätzen acht Tore erzielt. Vor der Saison 1975/76 verlor Offenbach die Leistungsträger Fred-Werner Bockholt (Torhüter), Torjäger Kostedde und Mittelfeldstabilisator Schäfer. Ersetzt sollten diese Abgänge durch die Neuzugänge Bernd Helmschrot, Hermann Bitz, Günter Oleknavicius und Gernot Rohr werden. Nach dem 17. Spieltag, den 6. Dezember 1975, war die Zeit von Trainer Rehhagel auf dem Bieberer Berg beendet; mit 12:22 Punkten zierten die Kickers das Tabellenende. Nicht nur der sportlich geschwächte Kader hatte zu dem Absturz geführt; neben der Disharmonie mit Geschäftsführer Konrad waren es auch Probleme des Trainers die zu Sperren durch das DFB-Schiedsgericht geführt hatten. Das erste Strafmaß mit einem Monat Sperre und 3.000 Mark Geldstrafe war durch das Aushelfen des Ex-Trainers Paul Oßwald überbrückt worden, aber nach dem Heimspiel am 6. September 1975 gegen Eintracht Frankfurt (2:1), hatte Schiedsrichter Walter Eschweiler Rehhagel schon wieder im Spielbericht mit Äußerungen vermerkt, die den nächsten Prozess nach sich zogen. Am 8. Dezember folgte das Urteil, das Sportgericht des DFB sprach eine Sperre bis zum 15. Februar 1976 aus, plus 5.000 Mark Geldstrafe. Am nächsten Morgen sprach der Verein die fristlose Kündigung aus.
Jetzt erlebten Held und seine Mitspieler ab dem 1. Januar 1976 die Trainingsarbeit von Zlatko „Tschik“ Čajkovski. Die beste Zeit des ehemaligen Erfolgstrainers beim 1. FC Köln und Bayern München war aber bereits vorbei, er konnte Offenbach nicht mehr in die Erfolgsspur zurückführen. Die Torausbeute mit 40:72 Treffern war ein krasser Rückgang im Vergleich zum Vorjahr, als die Offensive um Held und Kostedde 72 Tore erzielt hatte. Der im Winter nachverpflichtete Däne Lars Bastrup konnte mit zwei Treffern ebenso wenig wie „Siggi“ Held mit drei Treffern, die Misere im Angriff aus der Welt schaffen, die leistungshemmenden Zerwürfnisse in der Mannschaft und im Verein, gleich gar nicht.
Der 34-jährige Held ging mit den Kickers runter in die 2. Bundesliga, auch Trainer Čajkovski. Für den „Kugelblitz“ war aber bereits im Oktober die Zeit abgelaufen, er wurde durch Udo Klug ersetzt. Das Rennen um die ersten zwei Plätze in der 2. Liga Süd 1976/77 machten aber der VfB Stuttgart und TSV München 1860 unter sich aus, und das, obwohl die Kickers ausgezeichnet in die Runde gestartet waren. Nach dem zehnten Spieltag führte das Team um Held und Wolfgang Rausch die Tabelle mit 17:3 Punkten an, zwei Punkte vor dem FC Homburg und drei Punkte vor dem VfB Stuttgart. Nach Niederlagen gegen die Stuttgarter Kickers (1:2), FC Homburg (1:2), Röchling Völklingen (2:5) und 1860 München (0:4) beendete Offenbach die Hinrunde mit 26:12 Punkten auf dem 4. Rang, punktgleich mit 1860 München auf dem 2. Rang. Die Münchner „Löwen“ überstanden die Rückrunde mit lediglich acht Minuspunkten, der VfB mit neun, Offenbach dagegen mit elf, damit musste sich der OFC mit dem 3. Rang begnügen. Senior Held war jetzt einfach nicht mehr ein Torjäger, sondern ein Spielmacher, Dauerläufer und Vorlagengeber der über den linken Flügel kam. Er absolvierte alle 38 Rundenspiele und erzielte drei Tore. Libero und Elfmeterschütze Rausch führte die interne Torschützenliste mit 18 Treffern an und „Siggis“ engster Freund Lothar Emmerich, die Torschützenliste der 2. Bundesliga Süd, mit 24 Toren für FV Würzburg 04.
Anschließend spielte er erneut für seinen alten Verein Borussia Dortmund (1977–1979) und zwischen 1979 und 1981 kamen noch 59 Bundesligaspiele für Bayer 05 Uerdingen hinzu. Dabei erzielte er jeweils drei weitere Tore und trug wesentlich zum bestaunten Klassenerhalt der Uerdinger unter Trainer Horst Buhtz in der Saison 1979/80 bei. Die Runde 1979/80 hatte der Routinier bei Preußen Münster in der 2. Bundesliga Nord eröffnet (11 Spiele – 1 Tor), ehe er mit dem Spiel am 27. Oktober 1979, einem 2:2 beim Hamburger SV, nochmals in die 1. Bundesliga zurückkehrte. Mit dem Spiel am 13. Juni 1981 beim FC Bayern München (0:4) verabschiedete sich „Siggi“ Held als aktiver Spieler aus der Bundesliga. Nach 18 Runden Fußball in der Regionalliga, 2. Bundesliga und 1. Bundesliga wechselte er auf die Trainerseite. Zur Saison 1981/82 übernahm er den Trainerposten beim FC Schalke 04 in der 2. Bundesliga.

### Nationalelf
Als Nationalspieler absolvierte Held von 1966 bis 1973 41 Spiele und traf dabei fünfmal für Deutschland. Sein Debüt gab er am 23. Februar 1966 in London bei der 0:1-Niederlage gegen England. Er bildete dabei mit Werner Krämer, Franz Beckenbauer, Günter Netzer und Heinz Hornig den Angriff der Mannschaft von Bundestrainer Helmut Schön. Bei der WM 1966 wurde er Vizeweltmeister, 1970 Dritter. Mit der gesamten Nationalmannschaft wurde er als Vizeweltmeister 1966 mit dem Silbernen Lorbeerblatt ausgezeichnet. Bei der Weltmeisterschaft in England hatte der Dortmunder alle sechs Spiele mit der deutschen Nationalmannschaft bestritten; im Turnier 1970 in Mexico kam er auf drei Einsätze, da dem Bundestrainer mit Reinhard Libuda, Jürgen Grabowski, Johannes Löhr und Held vier starke Flügelstürmer zur Verfügung standen. Darunter war auch die als „Jahrhundertspiel“ in die Geschichte eingegangene Partie gegen Italien.
Bei dem 3:1-Sieg am 29. April 1972 in England, dem Viertelfinale zur Europameisterschaft 1972, stand Held als Spieler aus der zweitklassigen Regionalliga Süd in der „Wembley-Elf“. Bei den EM-Finalspielen in Belgien stand er nicht im Team; in der Zeit vom 22. Mai bis 25. Juni 1972 wurde in Deutschland die Bundesliga-Aufstiegsrunde ausgetragen, während zeitgleich (am 14. und 18. Juni) die Finalspiele in Belgien stattfanden. In Absprache mit Bundestrainer Helmut Schön spielte Held für seinen Verein Kickers Offenbach und schaffte die Rückkehr mit dem OFC in die Bundesliga. An seiner Stelle stürmte Erwin Kremers vom FC Schalke 04 am linken Flügel des DFB-Teams.
In der Hinrunde der WM-Saison 1973/74 stürmte Held am 14. November 1973 in Glasgow, bei einem 1:1 gegen Schottland, zum letzten Mal in der Nationalmannschaft. Er vertrat als Mittelstürmer den verletzten Gerd Müller. Anfang Mai 1974 stand er noch im 40er-Aufgebot, welches der FIFA gemeldet wurde, zu dem ab 29. Mai beginnenden WM-Abschlusslehrgang in Malente wurde er aber nicht mehr eingeladen und nahm somit auch nicht an seinem dritten Weltmeisterschaftsturnier 1974 in Deutschland teil. Der Bundestrainer setzte jetzt auf Jupp Heynckes, Bernd Hölzenbein und Dieter Herzog.

### Trainer
Nach seiner Spielerkarriere wurde er Vereinstrainer und betreute in dieser Funktion von Juli 1981 bis Januar 1983 den FC Schalke 04, mit dem er 1981/82 die Meisterschaft in der 2. Bundesliga errang und damit den Aufstieg in die Bundesliga schaffte. Nach der Hinrunde 1982/83 rangierte Schalke 04 mit 10:24 Punkten auf dem 15. Rang; zum 20. Januar 1983 wurde seine Entlassung ausgesprochen, zwei Tage vor dem Rückrundenstart. Manager Rudi Assauer verpflichtete Jürgen Sundermann als Nachfolger. Am Rundenende nahm Schalke den 16. Rang ein und musste nach zwei Relegationsspielen gegen Bayer 05 Uerdingen erneut den Weg in die 2. Liga antreten. Danach war er in der Rückrunde 1983/84 die letzten Monate beim damaligen Zweitligisten BV 08 Lüttringhausen beschäftigt, dessen Abstieg in die Oberliga er aber nicht verhindern konnte. Von 1986 bis 1989 war Held erstmals als Nationaltrainer im Einsatz, er war für die isländische Fußballnationalmannschaft verantwortlich. Hauptinhalt waren die Qualifikationsrunden zur Europameisterschaft 1988 und zur Weltmeisterschaft 1990. Im September 1986 startete Held mit zwei Unentschieden gegen Titelverteidiger Frankreich (0:0) und die Sowjetunion in die EM-Qualifikation. Gegen die Trainergrößen Henri Michel und Walerij Lobanowskyj mit deren Stars Manuel Amoros, Basile Boli, Michel Platini, Jean Tigana und Ihor Bjelanow, Oleh Blochin und Rinat Dassajew sich achtbar geschlagen zu haben, war ein Erfolg für den neuen Trainer. Gegen Norwegen – mit Rune Bratseth, Kai Erik Herlovsen – gewann Island beide Spiele (2:1, 1:0). Die Rückspiele gegen Frankreich und die Sowjetunion wurden verloren, ebenso die beiden Spiele gegen die DDR. Die Spieler um Atli Eðvaldsson, Gunar Gíslason und Ásgeir Sigurvinsson hatten Vertrauen zu dem seriösen Mann auf der Trainerbank gefunden und gingen danach auch mit Elan in die Spiele der WM-Qualifikation 1990.
Dort hatten es Held und seine Spieler mit der UdSSR, Österreich, Türkei und der DDR zu tun. Beide Spiele gegen Vladimir Bessonov und seine Mannschaftskollegen endeten 1:1; Island belegte mit 6:10 Punkten den 5. Rang, die UdSSR setzte sich mit 11:5 Punkten als Gruppenerster durch.
In der Saison 1989/90 trainierte er den türkischen Traditionsklub Galatasaray Istanbul.
1991 wurde er Trainer bei Admira/Wacker und belegte mit dem Klub in der österreichischen Meisterschaft 1991/92 den 4. und 1992/93 den 3. Rang. Am 6. Juni 1992 stand Held mit seiner Mannschaft um Spieler wie Dietmar Kühbauer, Roger Ljung und Olaf Marschall im Finale um den Cup. Das Endspiel wurde mit 0:1 gegen FK Austria Wien verloren. Im Europapokal setzte sich Mödling mit 1:1 und 2:0 gegen Cardiff City durch und scheiterte dann an Royal Antwerpen (2:4, 4:3 n. V.).
Danach war er von 1993 bis 22. November 1994 bei Dynamo Dresden in der Bundesliga tätig. Mit Dresden beendete er die Runde 1993/94 auf dem 13. Rang und hielt damit die Klasse, obwohl Dresden wegen Verstoßes gegen die Lizenzauflagen vier Pluspunkte abgezogen wurden. Im zweiten Dresdner Jahr, 1994/95, wurde er nach der 0:4-Auswärtsniederlage am 18. November 1994 bei Schalke 04 entlassen. Er belegte mit 8:20 Punkten den 15. Rang und hatte in der Sommerpause die Spielerverluste mit Olaf Marschall, Piotr Nowak und Miroslav Stević zu verkraften gehabt. Unter seinen Nachfolgern Horst Hrubesch und Ralf Minge landete Dynamo am Rundenende auf dem 18. Rang und musste in die Regionalliga zwangsabsteigen. Ende 1995 wechselte er nach Japan und unterschrieb bei Gamba Osaka. Von Juli 1996 bis Oktober 1997 stand er in Diensten des VfB Leipzig in der 2. Bundesliga.
Ab Sommer 2001 war Sigi Held Nationaltrainer von Malta, am 22. Oktober 2003 wurde er dort von Horst Heese abgelöst.
Vom 20. September 2004 bis zum 1. März 2005 trainierte er die thailändische Nationalmannschaft und traf mit ihr am 21. Dezember 2004 in Bangkok auf Deutschland (Ergebnis: 1:5).

## Funktionär
2006 war er offizieller WM-Botschafter der FIFA-WM-Stadt Dortmund. Am 1. Januar 2007 wurde er Fanbeauftragter bei Borussia Dortmund.

## Trivia
- Am 5. Februar 1966 schoss Siggi Held als erster Gast überhaupt auf die Torwand im ZDF-Sportstudio.
- Der Sohn der Eheleute Held arbeitet als selbständiger Diplom-Psychologe, ihre Tochter als Biologin an einem Tropeninstitut einer Universität.[16]

## Werke
- Siggi Held, Horst Wörner: Rund um den Ball. Gerhard Hess Verlag, Bad Schussenried 2013, ISBN 978-3-87336-421-9.